# Sede titolare di Legione
Legione (in latino: Dioecesis Legionensis) è una sede titolare soppressa della Chiesa cattolica.

## Storia
La sede compare per la prima volta in un elenco latino di diocesi palestinesi (Notitiæ Episcopatuum), risalente all'XI secolo, con il nome di Legionum, compresa fra le diocesi di Diocesarea e di Capitoliade. Tuttavia, nell'originale greco di quest'elenco, non esiste la sede di Legione, ed al suo posto v'è la sede di Massimianopoli. Siméon Vailhé conclude che nel Medioevo le due città, molto vicine tra loro, furono identificate con la stessa sede episcopale, benché geograficamente distinte. Legione corrisponde all'odierno villaggio arabo di Lajjun, nell'alta Samaria, 16 km a nord-ovest di Jenin.
Benché non ci siano testimonianze dell'esistenza nell'antichità di una sede episcopale a Legione/Lajjun, in forza della tradizione medievale la Santa Sede istituì la sede titolare Lengonensis o Legionensis, soppressa nel 1933 con la pubblicazione dell'Index sedium titularium aggiornato.

## Cronotassi

### Vescovi titolariLengonensis
- Franz Joachim Schmid von Altenstadt † (20 dicembre 1741 - 10 settembre 1753 deceduto)
- António Joaquim Torrão † (8 marzo 1773 - ?)
- Konstanty Wincenty Plejewski † (24 novembre 1823 - 24 febbraio 1838 deceduto)
- William Riddell † (22 dicembre 1843 - 2 novembre 1847 deceduto)
- Martin John Spalding † (9 maggio 1848 - 11 febbraio 1850 succeduto vescovo di Louisville)
- Lorenzo Biancheri, C.M. † (28 gennaio 1853 - 11 settembre 1864 deceduto)
- José Ignacio Árciga Ruiz de Chávez † (8 gennaio 1866 - 21 dicembre 1868 nominato arcivescovo di Michoacán)

### Vescovi titolariLegionensis
- Géraud Bray, C.M. † (15 marzo 1870 - 24 settembre 1905 deceduto)
- Miguel Claro Vargas (Vásquez) † (1º giugno 1908 - 21 maggio 1921 deceduto)
- Julien-Marie Leventoux, C.I.M. † (28 marzo 1922 - 1933 nominato vescovo titolare di Legia)[4]